# James Fox (cantante)
James Fox es un cantante de música pop, así como compositor, pianista y guitarrista de origen británico.
Nacido el 6 de abril de 1976 en la ciudad de Cardiff, Gales, se crio en la pequeña población de Bargoed. Desde muy pequeño, la música fue una de sus pasiones, sobre todo la de su artista favorito, Billy Joel. 
En 2003, participa en el programa de la BBC, Fame Academy (una versión británica de Operación Triunfo) en la que se ofrecía un contrato discográfico al vencedor. Los participantes del concurso trataban de convencer a la audiencia para mantenerlos en el programa cada semana. Aunque no ganó el show, consiguió alcanzar la quinta posición y se le abrieron muchas puertas dentro del mundo de la música. 
Su primera hazaña como solista fue representar al Reino Unido en el Festival de la Canción de Eurovisión 2004 celebrado en Estambul. Su tema "Hold On To Our Love", que previamente había conseguido el número 13 en la lista de ventas de su país, terminó en la posición 16 (de 24 países participantes).
Tras su participación en el festival, James comenzó a interpretar el papel de Judas en la gira musical de Jesucristo Superstar. Fue con este trabajo, con el que Tim Rice le recomendó para el papel del pianista en el musical de Billy Joel, Movin' Out. 
Se trasladó a los Estados Unidos y se presentó al casting, resultando elegido y pasando rápidamente a ensayar con el resto de la banda de Billy Joel. El 6 de abril de 2005 fue su debut en Broadway (coincidiendo con la fecha de su cumpleaños), recibiendo buenas críticas. Más tarde realizó un tour con esta obra musical a Houston, antes de realizar un pequeño paréntesis para actuar para las tropas británicas en las islas Malvinas. 
En julio de 2005 se reincorpora a la producción de Movin' Out para viajar por toda América antes de presentar el show en Toronto, Canadá, en diciembre de este mismo año.